# Амалака

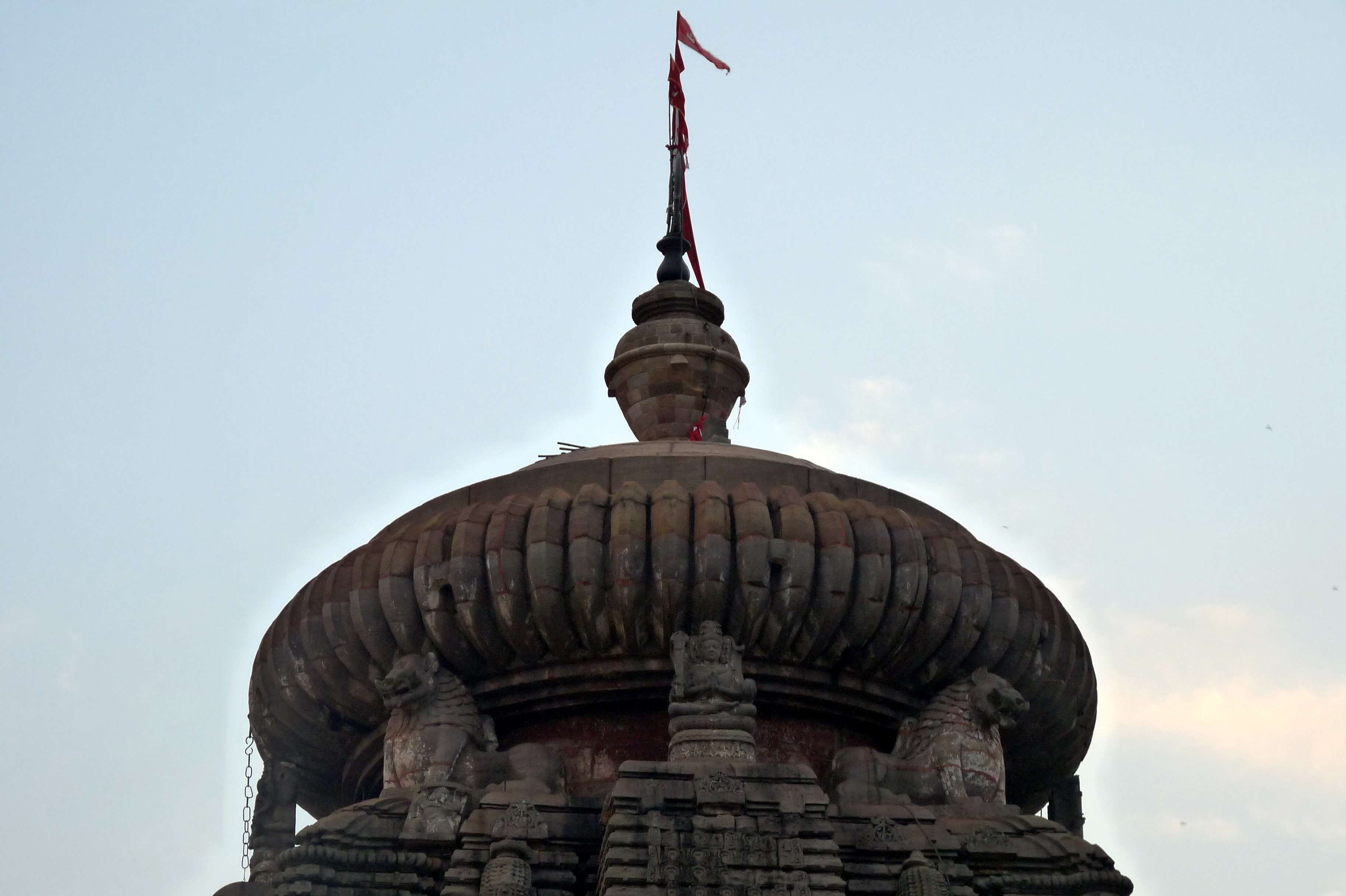
Амалака на вершині Лінгараджа у Бхубанесварі

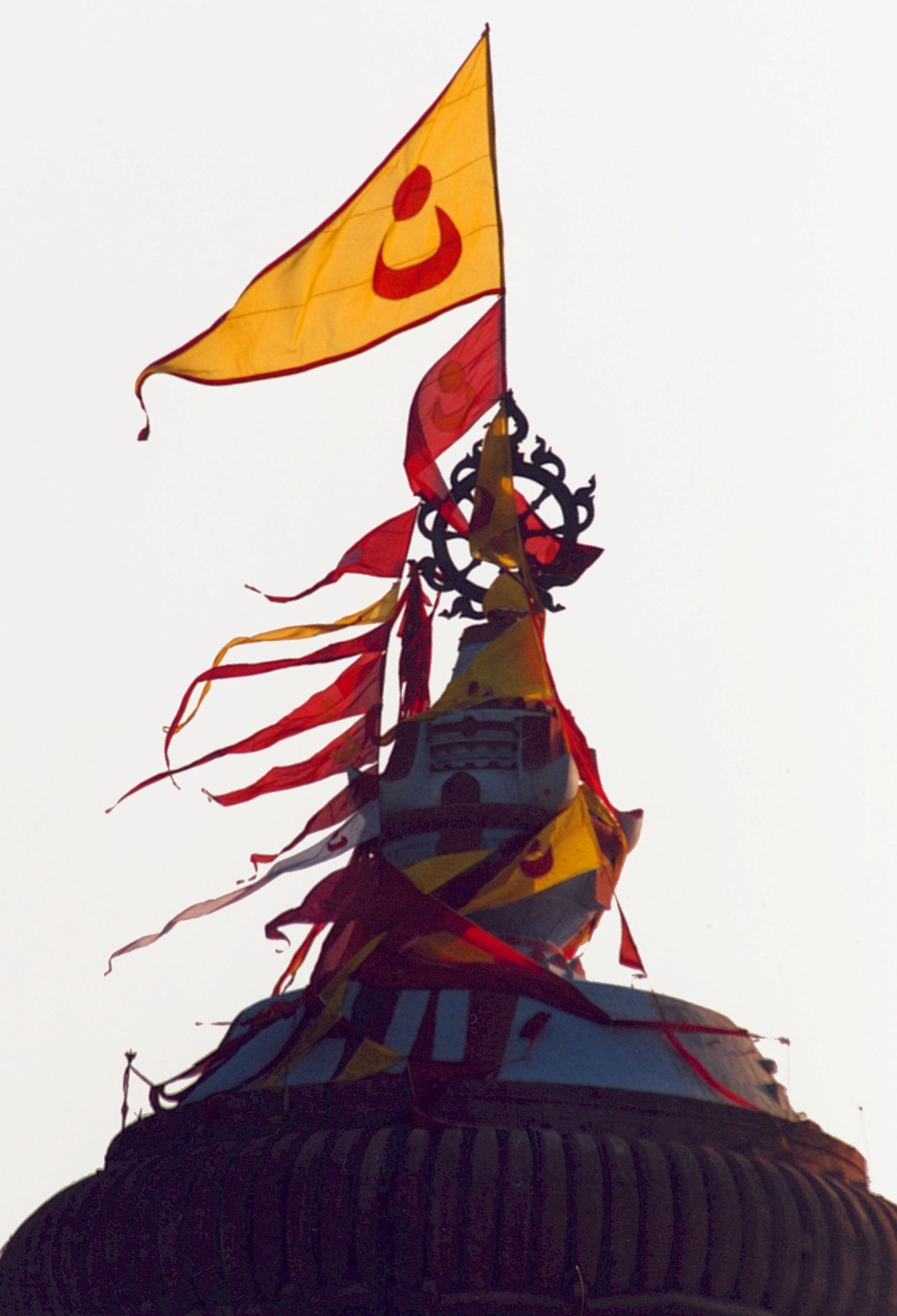
Стяг храму на вершині амалаки у Джанатхі, Пурі

Амалака — кам'яний диск здебільшого з ребристими краями, який розташований на верхівці головноЇ башти храму (Шікхара). Згідно з давнім тлумаченням, Амалака символізує плід лотосу і є символічним місцеперебування божества під ним. 

В іншій інтерпретації Амалака символізує сонце, яке є воротами на небеса.
За іншими джерелами, її форма стала прообразом плоду фігового дерева Філлантус ембліка, де верхня частина самої Амалаки увінчується каласамом, на який часто встановлюють прапор храму.

Шікхара дослівно переводиться з санскриту «гірська вершина», пояснюючи таким чином башту індійського храму, що підноситься в архітектурі північної частини Індії.